# Pedro Rizzo
Pedro Augusto Rizzo (Río de Janeiro, 3 de mayo de 1974) es un artista marcial mixto brasileño retirado que compitió en la categoría de peso pesado.

## Carrera en artes marciales mixtas

### Ultimate Fighting Championship
El 16 de octubre de 1998 se celebraba el UFC Brasil, evento en el que Rizzo debutaba contra Tank Abbott al que logró derrotar por nocaut en el primer asalto. A partir de ahí continuó combatiendo en eventos de UFC venciendo a sus tres siguientes oponentes ganándose el derecho de disputar el título a Kevin Randleman frente al que fue derrotado siendo la primera vez que Rizzo perdía un combate de artes marciales mixtas.
En sus dos próximos combates en UFC derrotó a Dan Severn y a Josh Barnett ganándose el derecho a pelear por el cinturón de peso pesado de nuevo. Esta vez se enfrentó a Randy Couture en una pelea muy disputada pero Rizzo fue finalmente derrotado por decisión unánime aunque para él la decisión fue injusta por lo que más adelante se daría lugar a otro enfrentamiento entre el campeón y el aspirante.
El nuevo combate por el título llegaba en UFC 34, Pedro Rizzo se enfrentaba de nuevo contra Randy Couture, pero esta vez el brasileño fue finalmente derrotado por nocaut técnico en el tercer asalto. Tras aquella nueva derrota continuó en UFC durante dos años más pero debido a sus irregulares resultados no volvió a tener la ocasión de volver a luchar por el cinturón.

### Post UFC
Tras su paso por UFC Rizzo continuó su carrera en PRIDE pero no tuvo éxito debido a que fue derrotado en sus dos únicas participaciones. Continuó compitiendo en otras promociones sumando dos victorias y dos derrotas más a su récord hasta que después de casi 11 años Rizzo volvió a pelear en Brasil, en el evento Bitetti Combat MMA 4, donde se enfrentó y derrotó a Jeff Monson por decisión unánime.
Durante el año 2010 logró derrotar al kickboxer Gary Goodridge y al exluchador de UFC y excampeón de Pancrase Ken Shamrock, ambos combates por nocaut técnico. Dos años más tarde participaría en un evento de M-1 Global enfrentándose a Fedor Emelianenko frente al que salió derrotado por KO en el primer asalto.

## Campeonatos y logros
- Art of War Undisputed Arena Fighting Championship
  - Campeonato de peso pesado UAFC (1 vez)
  - Campeonato de peso pesado IFA (1 vez)

- Campeonato mundial de Vale Tudo
  - WVC Superfight Championship (1 vez)
  - Campeón del Torneo WVC 2

- Wrestling Observer Newsletter
  - Combate del año (2001)  contra Randy Couture el 4 de mayo

## Récord en artes marciales mixtas
| Resultado | Récord | Oponente             | Método                               | Evento                                   | Fecha                    | Ronda | Tiempo | Localización           | Notas                                                          |
| --------- | ------ | -------------------- | ------------------------------------ | ---------------------------------------- | ------------------------ | ----- | ------ | ---------------------- | -------------------------------------------------------------- |
| Victoria  | 20–11  | Andrew Flores        | TKO (patadas a las piernas)          | Face to Face 12: Rizzo vs. Flores        | 12 de septiembre de 2015 | 1     | 5:00   | Vitória, Brasil        |                                                                |
| Derrota   | 19–11  | Satoshi Ishii        | Decisión (unánime)                   | IGF: GENOME 26                           | 26 de mayo de 2013       | 3     | 5:00   | Tokio, Japón           |                                                                |
| Derrota   | 19–10  | Fedor Emelianenko    | KO (golpes)                          | M1-Global - Fedor vs. Rizzo              | 21 de junio de 2012      | 1     | 1:24   | San Petersburgo, Rusia |                                                                |
| Victoria  | 19–9   | Ken Shamrock         | TKO (patadas a las piernas y golpes) | Impact FC 2 - The Uprising: Sydney       | 18 de julio de 2010      | 1     | 3:33   | Sídney, Australia      |                                                                |
| Victoria  | 18–9   | Gary Goodridge       | TKO (parada médica)                  | Washington Combat: Battle of the Legends | 15 de mayo de 2010       | 2     | 5:00   | Washington D. C., EUA  |                                                                |
| Victoria  | 17–9   | Jeff Monson          | Decisión (unánime)                   | Bitetti Combat MMA 4                     | 12 de septiembre de 2009 | 3     | 5:00   | Río de Janeiro, Brasil |                                                                |
| Derrota   | 16–9   | Gilbert Yvel         | KO (golpes)                          | Ultimate Chaos: Lashley vs. Sapp         | 27 de junio de 2009      | 1     | 2:10   | Misisipi, EUA          |                                                                |
| Derrota   | 16–8   | Josh Barnett         | KO (golpe)                           | Affliction: Banned                       | 19 de julio de 2008      | 2     | 1:44   | California, EUA        |                                                                |
| Victoria  | 16–7   | Jeff Monson          | TKO (golpes)                         | Art of War 3                             | 1 de septiembre de 2007  | 3     | 2:40   | Texas, EUA             | Ganó el título de pesos pesados UAFC.                          |
| Victoria  | 15–7   | Justin Eilers        | Decisión (unánime)                   | Art of War 1                             | 9 de marzo de 2007       | 3     | 5:00   | Texas, EUA             | Ganó el título de pesos pesados IFA.                           |
| Derrota   | 14–7   | Roman Zentsov        | KO (golpe)                           | PRIDE 31                                 | 26 de febrero de 2006    | 1     | 0:25   | Saitama, Japón         |                                                                |
| Derrota   | 14–6   | Sergei Kharitonov    | TKO (patada de fútbol y golpes)      | PRIDE Critical Countdown 2005            | 26 de junio de 2005      | 1     | 2:02   | Saitama, Japón         |                                                                |
| Victoria  | 14–5   | Ricco Rodriguez      | Decisión (unánime)                   | UFC 45                                   | 21 de noviembre de 2003  | 3     | 5:00   | Connecticut, EUA       |                                                                |
| Victoria  | 13–5   | Tra Telligman        | TKO (corte)                          | UFC 43                                   | 6 de junio de 2003       | 2     | 4:24   | Nevada, EUA            |                                                                |
| Derrota   | 12–5   | Vladimir Matyushenko | Decisión (unánime)                   | UFC 41                                   | 28 de febrero de 2003    | 3     | 5:00   | Nueva Jersey, EUA      |                                                                |
| Derrota   | 12–4   | Gan McGee            | TKO (parada del equipo)              | UFC 39                                   | 27 de septiembre de 2002 | 1     | 5:00   | Connecticut, EUA       |                                                                |
| Victoria  | 12–3   | Andrei Arlovski      | KO (golpes)                          | UFC 36                                   | 22 de marzo de 2002      | 3     | 1:45   | Nevada, EUA            |                                                                |
| Derrota   | 11–3   | Randy Couture        | TKO (golpes)                         | UFC 34                                   | 2 de noviembre de 2001   | 3     | 1:38   | Nevada, EUA            | Por el Campeonato de Peso Pesado de UFC.                       |
| Derrota   | 11–2   | Randy Couture        | Decisión (unánime)                   | UFC 31                                   | 4 de mayo de 2001        | 5     | 5:00   | Nueva Jersey, EUA      | Por el Campeonato de Peso Pesado de UFC; Pelea del Año (2001). |
| Victoria  | 11–1   | Josh Barnett         | KO (golpe)                           | UFC 30                                   | 23 de febrero de 2001    | 2     | 4:21   | Nueva Jersey, EUA      |                                                                |
| Victoria  | 10–1   | Dan Severn           | TKO (patadas a las piernas)          | UFC 27                                   | 22 de septiembre de 2000 | 1     | 1:33   | Luisiana, EUA          |                                                                |
| Derrota   | 9–1    | Kevin Randleman      | Decisión (unánime)                   | UFC 26                                   | 9 de junio de 2000       | 5     | 5:00   | Iowa, EUA              | Por el Campeonato de Peso Pesado de UFC.                       |
| Victoria  | 9–0    | Tsuyoshi Kohsaka     | TKO (golpes)                         | UFC 23                                   | 19 de noviembre de 1999  | 3     | 1:12   | Tokio, Japón           |                                                                |
| Victoria  | 8–0    | Tra Telligman        | KO (golpe)                           | UFC 20                                   | 7 de mayo de 1999        | 1     | 4:30   | Alabama, EUA           |                                                                |
| Victoria  | 7–0    | Mark Coleman         | Decisión (dividida)                  | UFC 18                                   | 8 de enero de 1999       | 1     | 15:00  | Louisiana, EUA         |                                                                |
| Victoria  | 6–0    | David Abbott         | KO (golpe)                           | UFC Brazil                               | 16 de octubre de 1998    | 1     | 8:07   | Brasil                 |                                                                |
| Victoria  | 5–0    | Richard Heard        | Sumisión (castigo)                   | World Vale Tudo Championship 3           | 19 de enero de 1997      | 1     | 13:12  | Brasil                 |                                                                |
| Victoria  | 4–0    | Vernon White         | KO (patada de fútbol)                | World Vale Tudo Championship 2           | 10 de noviembre de 1996  | 1     | 6:30   | Brasil                 |                                                                |
| Victoria  | 3–0    | Michael Tielrooy     | Sumisión (keylock)                   | World Vale Tudo Championship 2           | 10 de noviembre de 1996  | 1     | 0:18   | Brasil                 |                                                                |
| Victoria  | 2–0    | Niccolaus Niccolaus  | Sumisión (golpes)                    | World Vale Tudo Championship 2           | 10 de noviembre de 1996  | 1     | 1:49   | Brasil                 |                                                                |
| Victoria  | 1–0    | Eric Labaille        | TKO (golpes)                         | IMA: Battle of Styles                    | 26 de octubre de 1996    | 1     | 2:57   | Holanda                |                                                                |